# La delicatezza
La delicatezza (La délicatesse) è un film del 2011 diretto da David Foenkinos e Stéphane Foenkinos.

## Trama
Nathalie sembra aver avuto tutto dalla vita, è soddisfata del proprio lavoro ed è felicemente sposata. Quando il marito muore per un incidente è come se si spegnesse e finisce a condurre una vita noiosa. Dopo qualche anno bacia un collega, apparentemente senza alcun motivo, ma questo bacio sembra dare inizio ad una nuova vita amorosa. Il giovane, pur apparentemente anonimo, aveva sempre dimostrato mille attenzioni nei confronti della ragazza; i colleghi però cominciano a dubitare del comportamento della ragazza.

## Produzione
Primo film dei fratelli David e Stephane Foenkinos insieme, il primo autore di una quindicina di romanzi, il secondo un regista veterano.
Le riprese sono avvenute nel marzo 2011 ed in gran parte a Parigi.

## Distribuzione
Il film ha avuto la sua prima mondiale il 8 novembre 2011 al Sarlat Film Festival. È stato distribuito nelle sale cinematografiche francesi il 21 dicembre 2011.

## Colonna sonora
| Titolo                  | Autore                                  | Interprete        |
| ----------------------- | --------------------------------------- | ----------------- |
| Mon Chevalier           | Émilie Simon                            | Émilie Simon      |
| Sous les Étoiles        | Émilie Simon                            | Émilie Simon      |
| I Call It Love          | Émilie Simon                            | Émilie Simon      |
| The Holy Pool           | Émilie Simon                            | Émilie Simon      |
| Bel Amour               | Émilie Simon                            | Émilie Simon      |
| Franky's Princess       | Émilie Simon                            | Émilie Simon      |
| Walking With You        | Émilie Simon                            | Émilie Simon      |
| Les Amants de Meme Jour | Émilie Simon                            | Émilie Simon      |
| Something More          | Émilie Simon                            | Émilie Simon      |
| Aquella Glicina         | Oscar Herman Valencia                   | (non accreditato) |
| Contentment             | Marian McPartland                       | (non accreditato) |
| Get It On               | Marc Bolan                              | T. Rex            |
| Airport 66              | Hans Posegga                            | (non accreditato) |
| Song of Love            | Benedic Lamdin, Riaan Vosloo            | (non accreditato) |
| Markusaba               | Åsa Verdin Källman, Christophe Perruchi | (non accreditato) |
| It's A Wonderful Life   | Mark Linkous                            | Sparklehorse      |